# 賴守仁
賴守仁（1948年—2007年），臺灣臺中市南屯區人，雕刻家，以無殼蝸牛運動雕塑等作品著名。

## 生平

### 早年
賴守仁自小就參加美術比賽，中學時學素描，自臺灣藝專雕塑科起開始從事雕塑，服完兵役後擔任楊英風助手。1974年，賴守仁隨楊英風到美國參加世界博覽會，參與中國館的浮雕設計工作。
賴守仁於1975年從台北回故鄉南屯，在台中市忠明路開設冠生畫廊，專販賣自己的雕塑作品，作品多偏向抽象與半抽象。

### 中年
賴守仁把自己比喻為「笨蝸牛」，連畫廊外壁上都掛著他塑製的大蝸牛。自1978年起，賴守仁的蝸牛作品陸續安裝在建築上。如1988年，商人李良滿在台北市仁愛路四段開設幼東磁磚專賣店。李良滿就花費新台幣十五萬元買了賴守仁五隻纖維強化塑膠材質的蝸牛雕刻，掛在二樓以上。
1989年11月2日，賴守仁參加無殼蝸牛運動，讓無住屋者團結組織將他兩公尺高的蝸牛雕塑抬至到中華民國行政院前抗議。此事件後，王津平、李錫錕、謝長廷、葉菊蘭、尤清、林正杰、張富忠、謝學賢等1989年中華民國立法委員選舉候選人，紛紛爭取賴守仁的蝸牛作品作為競選廣告。1990年8月25日，賴守仁再度參加無殼蝸牛運動，提供數千隻小蝸牛塑像義賣。
1991年10月24日，賴守仁的雲豹雕塑在台灣省立體育場大門揭幕。1995年4月2日，賴守仁以水泥雕塑的巨蛋在南投縣北山花園農場揭幕。
賴守仁的畫廊一直處於虧損狀態，收入靠兼課維生。之後，賴守仁遷居到彰化市彰南路，並在田中鎮文興中學校門口創作「聖愛」雕像。2001年2月28日，他的靜宜大學二二八紀念碑揭幕。

### 晚年
晚年，賴守仁獨居多年，又生活潦倒。2002年8月12日，他在街頭舉牌求僱，訴苦景氣不佳，自己作品難賣，也無法請領失業救濟金，呼籲政府要培育藝術工作者並保障其基本生活。
2005年10月，賴守仁發現罹患大腸癌第4期，由雕塑家王水河、畫家吳則磐、書法家林俊伊、紙藝家謝采諭等人援助生活。2007年，59歲的賴守仁因大腸癌病逝，5月20日火化後骨灰置於基督教懷恩榮美園。